# Club Social y Deportivo Urunday Universitario
Urunday Universitario è una società polisportiva uruguaiana con sede a Prado, un quartiere residenziale a nord di Montevideo. 
Attualmente lo sport dove ottiene migliori risultati è la pallacanestro la cui squadra milita nella seconda divisione dell'Uruguay.

## Origini
La società attuale nasce dalla fusione del "Club Atlético Urunday" e del "Club Universitario del Uruguay" avvenuta nel 1978.

## Principali discipline organizzate dalla polisportiva
- Nuoto
- judo - jujitsu
- calcio
- pallacanestro
- pallavolo - pallamano
- tennis
- scacchi
- pugilato